# Економіка Малаві

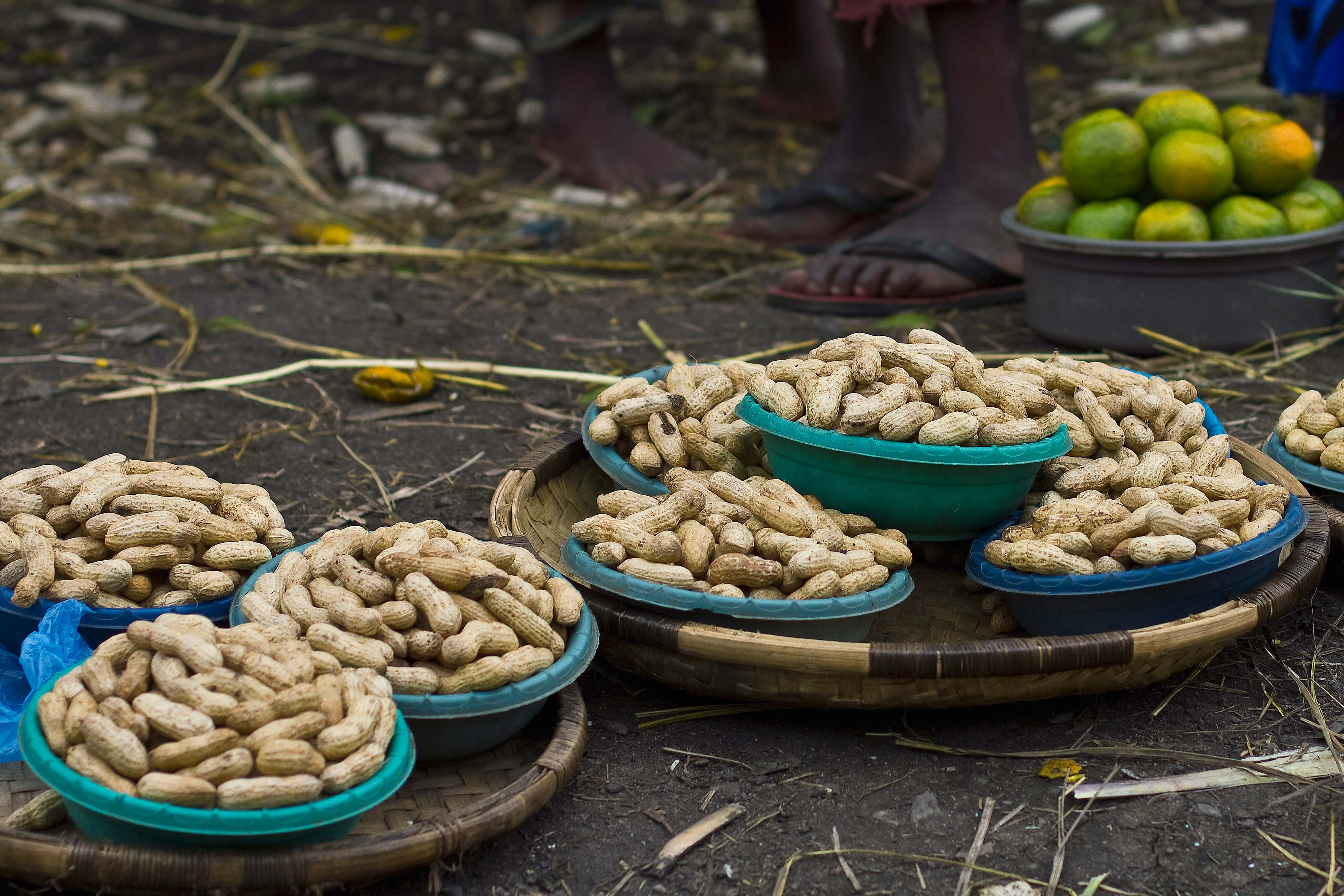
Селяни продають арахіс на місцевому ринку. Малаві, 2010 рік

Малаві є однією з найменш розвинених країн світу. Економіка базується на сільському господарстві, і воно становить близько третини ВВП та 90 % експортних доходів. Економіка країни тривалий час залежала від допомоги Міжнародного валютного фонду та Світового Банку. Але у грудні 2000 року МВФ припинив виплати допомоги через корупційні проблеми, і багато хто з інвесторів підтримав це, що призвело до скорочення бюджету майже на 80 %.
Уряд Малаві вжив заходів, щоб повернути прихильність зовнішніх інвесторів і у 2005 році Малаві отримала допомогу в розмірі понад 575 мільйонів доларів США. Проте, уже в 2009 році розгорівся новий скандал, пов'язаний з придбанням приватного літака для президента країни, в той час, коли був гострий дефіцит пального, через логістичні проблеми його імпорту. Крім того, були певні невдачі, і Малаві втратила частину своєї спроможності платити за імпорт через загальний брак іноземної валюти, оскільки інвестиції впали на 23 % у 2009 році. В Малаві існує багато інвестиційних бар'єрів, які уряду на сьогодні не вдалося вирішити, включаючи високі витрати на обслуговування та погану інфраструктуру для енергетики, водопостачання та телекомунікацій.
Більше 80 % населення займається натуральним господарством, хоча в 2017 році сільське господарство утворювало лише 36 % ВВП. На сектор надання послуг припадає майже половина ВВП (46 %), лише 10 % становить частка виробництва та 8 % для інші галузі, включаючи видобуток природного урану. При цьому Малаві інвестує у сільське господарство більше будь-якою країни Африки — близько 30 % бюджету. Основними економічними продуктами Малаві є тютюн, чай, бавовна, горіхи Бамбара, арахіс, цукор та кава. Вони входили до числа основних культурних культур, але протягом останніх 20 років значно зросла частка вирощування тютюну, його виробництво становить 175—200 тис.тонн на рік.

## Азартні ігри
Азартні ігри в Малаві є популярним і легальним способом розваг. Будь-які види азартних ігор в країні є легальними з 1998 року. 